# Forte Filippo
Forte Filippo est une fortification côtière caractéristique située dans la municipalité de Monte Argentario. Son emplacement est au sommet d'un promontoire qui domine Porto Ercole et toute la baie du vieux port au nord-est. Dans le passé, c'était l'un des bastions du système défensif du promontoire de l'Argentario,.

## Histoire

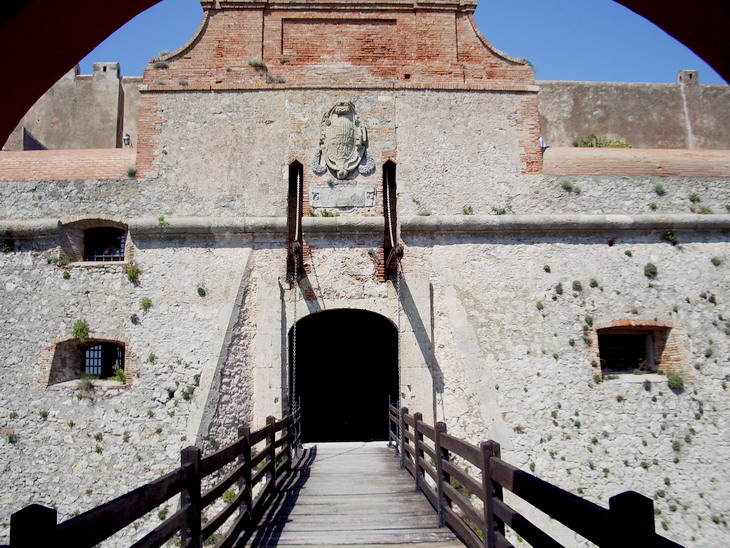
Entrée avec le pont-levis.

La fortification actuelle a été construite par l'architecte Giovanni Camerini (it) peu après le milieu du XVIe siècle, à l'endroit où se dressait autrefois une structure d'observation de l'époque précédente, pour mettre en œuvre et améliorer le système défensif de l'État des Présides. Le même architecte avait également participé à la construction d'autres structures défensives dans la région, dont le fort Stella tout proche.

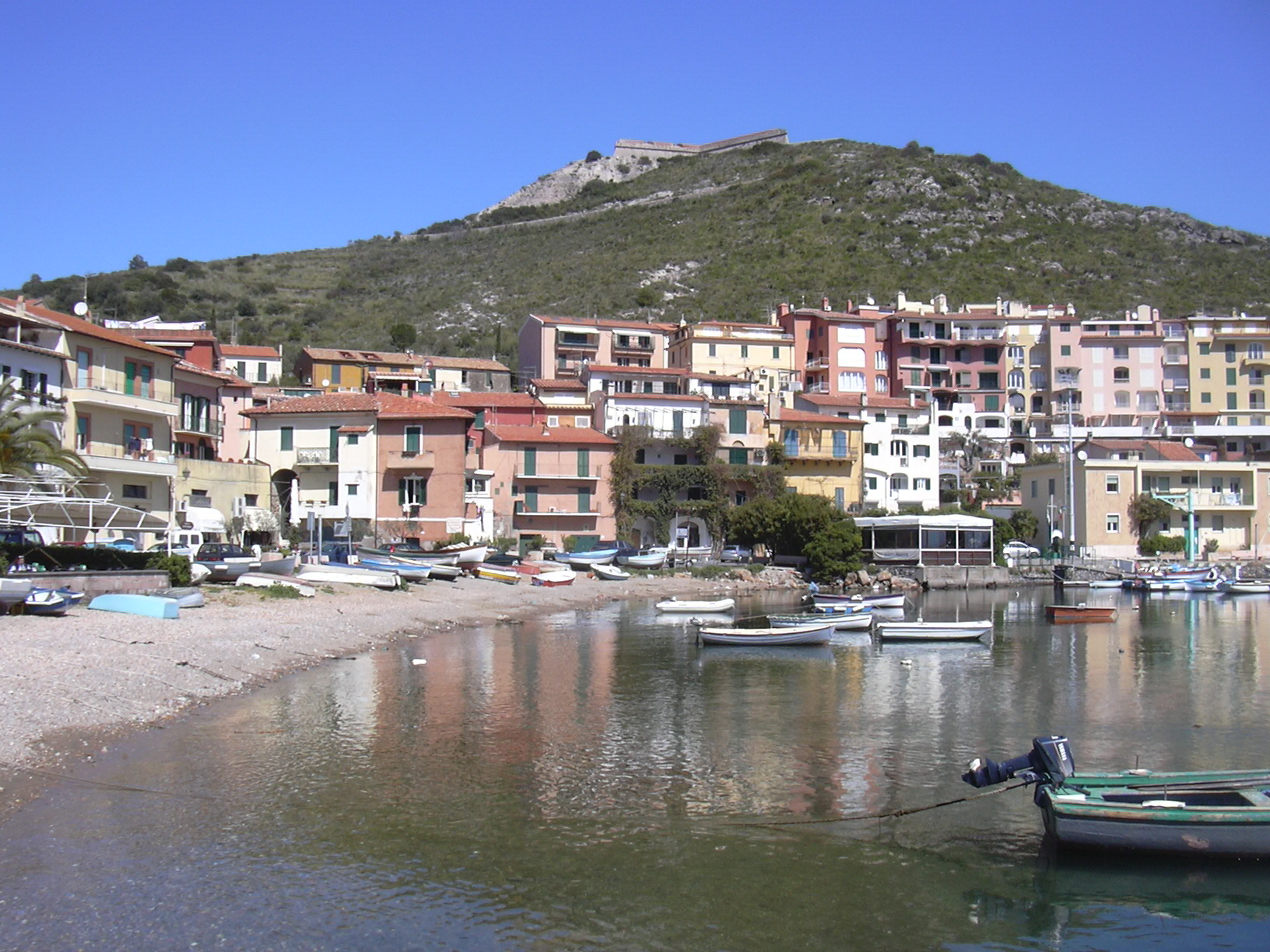
Forte Filippo au-dessus de Porto Ercole.

Le site choisi par les Espagnols pour la construction du complexe défensif était déjà le site du fort Sant'Ermo, un ouvrage défensif construit par les Siennois au XVe siècle pour renforcer le système défensif le long de la partie côtière sud du territoire alors administré par la république de Sienne. Avec le passage de toute la zone dans l'État des Présides, la fortification siennoise préexistante n'a pas été jugée apte à être intégrée dans le nouveau système défensif : il a donc été décidé de la démolir pour faire place à la structure fortifiée actuelle qui a été construite en 1558. La dénomination a été choisie en l'honneur du roi Philippe II d'Espagne qui a directement chargé Camerini de réaliser les travaux.
La fortification bastionnée ainsi créée a commencé à remplir ses fonctions d'observation et, si nécessaire, également de défense et d'attaque, avec la possibilité d'une intégration active avec la tour Mulinaccio voisine ; compte tenu de sa position au sommet d'une butte étanche, difficile d'accès, le complexe était considéré comme pratiquement imprenable et, en cas d'attaques ennemies, il devenait le quartier général de l'état-major.
Diverses interventions de restructuration ont été menées entre la fin du XVIIIe  et les premières années du  XIXe siècle, par les Français pendant la période napoléonienne et par les Lorrains après le passage de l'ensemble du territoire au grand-duché de Toscane. C'est précisément à cette époque qu'il a été décidé de construire la chapelle de San Nicola à la place de celle préexistante de la fin du XVIe siècle.
Après l'unification de l'Italie, le complexe est progressivement abandonné de ses fonctions militaires d'origine, pour ensuite être transformé en prison à la fin du XIXe siècle et, pendant la Seconde Guerre mondiale, il devient un lieu de refuge pour la population lors des nombreux bombardements qui frappent la région.
Dans la seconde moitié du siècle dernier, le complexe a été vendu à des particuliers, puis restauré et ramené à son ancienne gloire ; les bâtiments situés à l'intérieur de la forteresse, autrefois utilisés à des fins militaires, ont été transformés en bâtiments résidentiels. Avant les dernières rénovations, le complexe appartenait également aux princes Corsini de Florence.

## Description

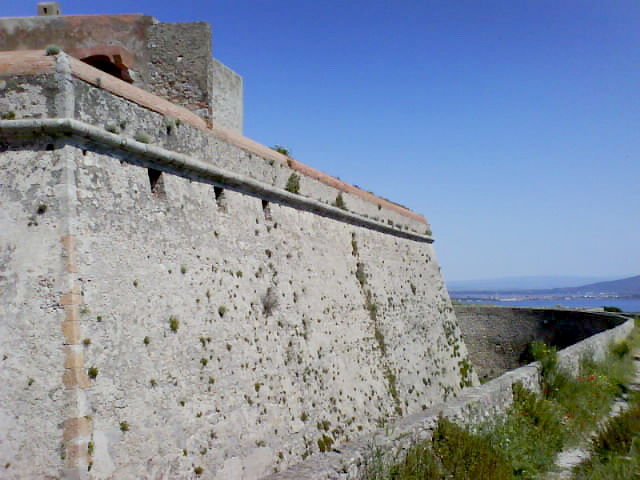
Bastion Nord-Est.

La place forte ressemble à un imposant complexe fortifié qui se développe sur un plan quadrangulaire, avec un fort qui délimite l'ensemble de la structure défensive constituée d'un double mur-rideau avec une massive base de chaussures en cordon, qui à son tour enferme un fossé large et profond qui sépare le fort extérieur de l'intérieur. Les doubles murs délimitent à chaque angle un double bastion de forme triangulaire, extérieur et intérieur, ainsi qu'un cinquième petit bastion unique qui se développe sur un plan pentagonal en saillie de la courtine extérieure le long du côté nord de l'ensemble. Dans certaines sections, le chemin de ronde a été conservé le long des parapets du mur du fort. La particularité architecturale qui distingue le fort dans son ensemble est l'asymétrie des bastions d'angle qui, le long des courtines extérieures, conservent les niches où étaient placées les armes d'attaque et de défense active. Du bastion nord, une courtine se détache pour protéger le chemin reliant la fortification et la tour Mulinaccio voisine, tandis qu'à l'est il y avait des liaisons de surface avec le fort de Santa Caterina.

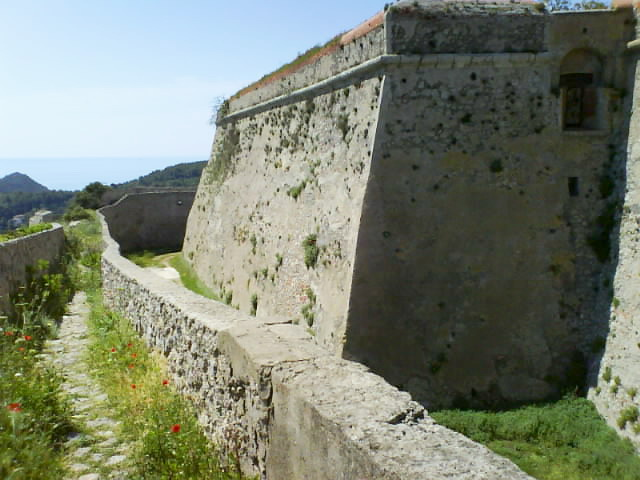
Bastion Sud-Est.

L'accès à la fortification s'effectue du côté est du complexe, où s'ouvre une porte d'entrée en plein cintre au niveau du ravelin menant au pont-levis caractéristique qui mène à la deuxième porte qui s'ouvre le long de la courtine intérieure recouverte de pierre : cette dernière porte a un arc surbaissé recouvert de travertin, au-dessus duquel est placé un grand blason d'Espagne.

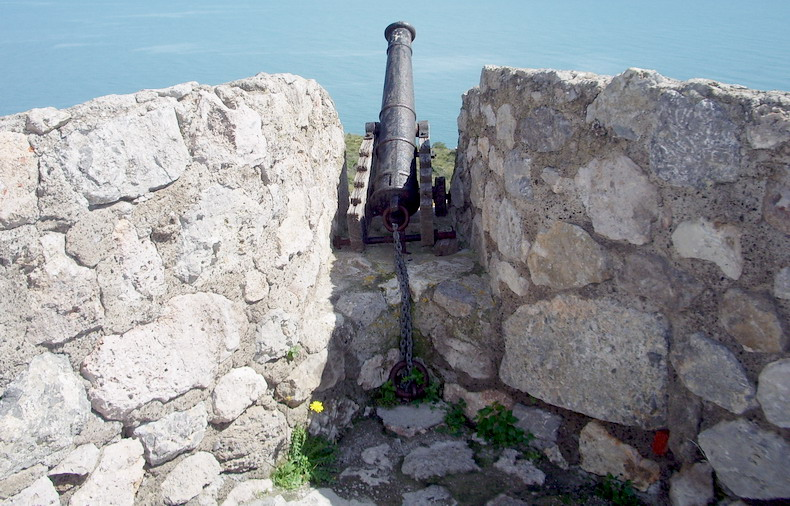
Canonnière.

Les bâtiments autrefois utilisés à des fins militaires sont accessibles depuis la grande cour intérieure. Ils abritaient une poudrière, une garnison de premiers secours, les quartiers des sentinelles et des entrepôts de stockage ; parmi eux, la présence du bâtiment à chambre unique de la chapelle de San Nicola du XVIIIe siècle se distingue encore. Divers bâtiments servent d'habitations à la suite des restaurations effectuées dans la seconde moitié du siècle dernier.
Dans certaines zones internes, un musée privé a été aménagé et peut être visité sur rendez-vous.